# Scaptesyle violinitens
Scaptesyle violinitens là một loài bướm đêm thuộc phân họ Arctiinae, họ Erebidae.